# Австралійська дослідницька рада
Австралійська дослідницька рада (ARC) є основним агентством уряду Австралії з фінансування немедичних досліджень, яке щорічно розподіляє понад 800 мільйонів австралійських доларів у вигляді грантів. Рада була створена Законом про Австралійську дослідницьку раду 2001 року та надає конкурентне фінансування досліджень науковцям та дослідникам австралійських університетів. Більшість досліджень у сфері охорони здоров'я та медицини в Австралії фінансується більш спеціалізованою Національною радою з питань охорони здоров'я та медичних досліджень (NHMRC), яка працює за окремим бюджетом.
ARC безпосередньо не фінансує дослідників, але виділяє кошти на окремі схеми зі спеціалізованими сферами діяльності, такі як Discover (фундаментальні та емпіричні дослідження) та Linkage (внутрішні та міжнародні спільні проекти). Більшість цих схем підпадають під Національну програму конкурентних грантів (NCGP), за якою установи повинні конкурувати між собою за фінансування. ARC також адмініструє програму Excellence in Research for Australia (ERA), яка надає рекомендації щодо оцінки якості досліджень. Центри передового досвіду ARC, що фінансуються протягом обмеженого періоду, — це колаборації, створені між австралійськими та міжнародними університетами та іншими установами для підтримки досліджень у різних галузях.
З 2011 року ARC щорічно присуджує австралійську лауреатську стипендію імені Кетлін Фіцпатрік та австралійську лауреатську стипендію імені Джорджини Світ, які є дослідницькими стипендіями для австралійських та міжнародних дослідниць, призначеними для підтримки інноваційних дослідницьких програм та наставництва для дослідників на початку кар'єри.

## Інтернет-ресурси
- Офіційний сайт